# Airlander 10
Airlander 10 (původně Hybrid Air Vehicles HAV 304) je hybridní vzducholoď, kterou vyrobila britská firma Hybrid Air Vehicles. Výzkum začal v roce 2008 v rámci programu americké armády Long Endurance Multi-intelligence Vehicle (LEMV). K prvnímu zkušebnímu letu došlo 17. srpna 2016 na základně RAF Cardington v anglickém hrabství Bedfordshire. Let trval 30 minut.

## Specifikace
Airlander 10 je dlouhý 92 metrů, široký 43 metrů a vysoký 26 metrů, balon má objem 38 000 m³. Vzducholoď je plněná héliem a pohánějí ji čtyři osmiválcové vznětové motory. Dosahuje maximální rychlosti 150 km/h a může vystoupat do šestikilometrové výšky, unese deset tun nákladu, do kabiny se vejde 48 osob. Výhodou je nízká spotřeba paliva, tichý chod a schopnost přistát i mimo letiště. Může být využita pro armádní i civilní účely, např. k dopravě osob a nákladů nebo ke vzdušnému průzkumu.
Pro nezvyklý tvar se vzducholodi přezdívá létající zadek.

## Nehody
24. srpna 2016 při druhém zkušebním letu při konečném přiblížení narazil nos vzducholodi do země a došlo k rozsáhlému poškození kokpitu. Nikdo z posádky nebyl zraněn. Vzducholoď byla opravena a vybavena nafukovacími nožičkami, které mohou být užity do 15 sekund, tak aby chránily kokpit při nouzovém přistání.
10. května 2017 byly testovací lety obnoveny. Dne 13. června 2017 dosáhl letoun při čtvrtém zkušebním letu výšky 1 070 metrů.
18. listopadu 2017 se vzducholoď uvolnila z kotviště. Automaticky tak došlo k vypuštění hélia a vzducholoď dosedla na zem. Nikdo nebyl na palubě, ale dva lidé byli v důsledku nehody zraněni.